# Ancylocranium
Ancylocranium – rodzaj amfisben z rodziny Amphisbaenidae.

## Zasięg występowania
Rodzaj obejmuje gatunki występujące w Etiopii, Somalii i Tanzanii. 

## Systematyka

### Etymologia
Ancylocranium: gr. αγκυλος ankulos „zakrzywiony, wygięty”, od αγκος ankos „zgięcie, zagłębienie”; κρανιον kranion „czaszka”, od καρα kara, καρατος karatos „głowa”.

### Podział systematyczny
Do rodzaju należą następujące gatunki:
- Ancylocranium barkeri Loveridge, 1946
- Ancylocranium ionidesi Loveridge, 1955
- Ancylocranium somalicum (Scortecci, 1931)